# فرانكلين وايت تورنبول
فرانكلين وايت تورنبول هو سياسي كندي، ولد في 19 يونيو 1881، وتوفي في 24 فبراير 1971. حزبياً، نشط في حزب كندا المحافظ. وقد انتخب عضو مجلس العموم الكندي.